# سن-پل-دابوتزفورد، کبک
سن-پل-دابوتزفورد (به فرانسوی: Saint-Paul-d'Abbotsford) شهری در منطقه شهری روویل ناحیه مونترژی در استان کبک کانادا است. در سرشماری سال ۲۰۱۱ این شهر ۲٬۹۱۰ نفر جمعیت داشته‌است و مساحت آن ۷۹٫۵۹ کیلومتر مربع است.